# 藤原家頼
藤原 家頼（ふじわら の いえより）は、平安時代後期の貴族。藤原北家中関白家、従三位・藤原忠隆の五男。官位は兵部権大輔。『平治物語』には「基家」の名で登場する。

## 経歴
久安5年（1149年）に父が大蔵卿を辞任したのと引き換えに長門守に就任。代表的な院近臣家の出身ながら、摂関家の家司をも務めた。しかし、平治元年（1159年）同母兄・信頼が引き起こした平治の乱において、信頼に連座する形で解官。これによって出家し、願蓮房と称して大原に隠棲した。
後年九条兼実の帰依を受けて十善戒を授けたことが『玉葉』に記録されている。

## 官歴
- 時期不詳：従五位下
- 久安5年（1149年）10月19日：長門守（父忠隆辞大蔵卿申任）[1][2]
- 久安6年（1150年）11月30日：復任長門守[2]